# ناحیه شاونی، شهرستان گالاتین، ایلینوی
ناحیه شاونی (به انگلیسی: Shawnee Township) یک منطقهٔ مسکونی در ایالات متحده آمریکا است که در شهرستان گالاتین، ایلینوی واقع شده‌است. ناحیه شاونی ۱۰۲ متر بالاتر از سطح دریا واقع شده‌است.